# Полски цвъркач
Полският цвъркач  (Locustella naevia) е птица от семейство Locustellidae.

## Разпространение
Видът е разпространен в Европа и западна Палеарктика. Той е прелетен и зимува в Северна и Западна Африка.
Среща се и в България.